# Planostegina
Planostegina es un género de foraminífero bentónico de la familia Nummulitidae, de la superfamilia Nummulitoidea, del suborden Rotaliina y del orden Rotaliida. Su especie tipo es Planostegina operculinoides. Su rango cronoestratigráfico abarca desde el Paleoceno hasta la Actualidad.

## Clasificación
Planostegina incluye a las siguientes especies:
- Planostegina barriei
- Planostegina canalifera
  - Planostegina canalifera var. gomezi
- Planostegina complanata
- Planostegina costata
  - Planostegina costata carinata
  - Planostegina costata levitesta
  - Planostegina costata politatesta
- Planostegina frizzelli
- Planostegina giganteoformis
- Planostegina gomezangulensis
- Planostegina granulatesta
- Planostegina heterostegina
  - Planostegina heterostegina praecostata
- Planostegina margaritacea
- Planostegina mbalavuensis
- Planostegina operculinoides
- Planostegina papyracea
- Planostegina praecursor
- Planostegina ruida